# Dhour Al-Shweir
Dhour Al-Shweir (en árabe: ضهور الشوير‎; también escrito según la latinización Dhour El Choueir, o simplemente Shweir), es un pueblo montañoso del Líbano («dhour» significa «cima, cima [de una montaña]») ubicado en el distrito de Matn. Se encuentra ligeramente al norte de la carretera principal Beirut-Damasco, con vistas a la ciudad de Beirut y al mar Mediterráneo, a unos 30 km de la capital libanesa y a 42 km del Aeropuerto Internacional de Beirut en Khalde. Es uno de los destinos vacacionales favoritos de Monte Líbano, conocido por su aire fresco y por su carnaval anual de agosto en honor a la diáspora libanesa. Está conectado con Beirut a través de la Matn Express Highway, también conocida como M90, que también pasa por Baabdat.

## Demografía
Sus habitantes son predominantemente cristianos; una mitad de la población es ortodoxa griega mientras que la otra mitad es mayoritariamente melquita y maronita.

## Historia
La ciudad estuvo en la línea del frente durante la Guerra Civil Libanesa de 1975 a 1990.

## Educación
- Escuela secundaria pública de Dhour Shweir

## Personas notables
- Antun Saadeh, fundador y líder histórico del Partido Social Nacionalista Sirio (SSNP). Su viuda, Juliette Elmir, residió asimismo por un tiempo en la localidad.[1]
- Jalil Saadeh, padre del anterior; fue un médico, polímata y activista nacionalista sirio.
- Tanios Bou-Nader Khneisser, padre de la Danza Folclórica de la Espada y el Escudo.
- Familia Jafet/Yafeth (Naameh, Chedid, Benjamin, Adma Jafet), familia de la aristocracia local que emigró a Brasil a finales del siglo XIX y se convirtió en magnates empresariales de ese país. Notariamente, cofundaron el Hospital Sirio-Libanés de San Pablo.
- Abraham Rihbany (1869-1944), escritor sobre política y religión.
- Khalil Hawi (1919-1982) fue uno de los poetas libaneses más famosos del siglo XX.
- Asad Rustum (4 de junio de 1897 - 23 de junio de 1965) fue un historiador, académico y escritor libanés.
- Salwa Nassar (1913 - 17 de febrero de 1967) fue física nuclear y administradora universitaria libanesa.
- La familia de Edward Said (1935-2003) vacacionaba regularmente en el complejo turístico, y Said de hecho se casó allí (1962).[2]
- Sammy Clark (1948-2022), cantante libanés.